# Erebia turanica
Erebia turanica är en fjärilsart som beskrevs av Nicolas Grigorevich Erschoff 1876. Erebia turanica ingår i släktet Erebia och familjen praktfjärilar. Inga underarter finns listade i Catalogue of Life.